# Bâton de Nasazzi
Le bâton de Nasazzi est un trophée fictif et virtuel de football, qui est censé être transmis entre équipes nationales masculines depuis la victoire uruguayenne lors de la première Coupe du monde organisée en Uruguay en 1930. 
Le trophée n'a néanmoins aucune valeur historique et a en fait été créé de toutes pièces a posteriori en 2003 par deux internautes. Il a néanmoins été relayé dans la presse dans les années 2010 et début des années 2020,,, souvent présenté à tort comme datant de 1930, créant une certaine confusion quant à l'authenticité du trophée.
Les deux créateurs ont décidé que le trophée tirerait son nom du capitaine uruguayen de 1930, José Nasazzi, et se conquiert en battant l'équipe qui le détient. Ceux-ci ne mettent plus à jour leur liste depuis 2020.

## Histoire et règles
Le bâton de Nasazzi ne daterait que de 2003 et serait une invention de Timothy Honeybone et Carl Sagan, deux membres de la RSSSF, une association destinée à la collecte de données sur le football et qui n'a aucun caractère officiel,. Ces deux personnes ont elles-mêmes compilé les données du bâton de Nasazzi sur la page de la RSSSF, qu'ils ne mettent plus à jour depuis 2020. Ce trophée a trouvé écho dans la presse dans les années 2010. Il n'y a néanmoins aucune certitude que la liste des détenteurs du trophée soit correcte, car la seule liste émane de la RSSSF.
Le premier bâton de Nasazzi a été attribué a posteriori à l'Uruguay, vainqueur de la première coupe du monde de football en 1930,,,,.
Depuis, l'équipe « détentrice » le « cède » à son adversaire si elle perd le match au terme du temps réglementaire lors d'un match reconnu par la FIFA, c'est-à-dire un match disputé lors d'une compétition officielle (coupe du monde de football, championnat d'Europe, Copa América, etc.), un match disputé lors d'une phase qualificative à cette compétition ou lors d'un simple match amical. L'équipe du Brésil l'aurait ainsi récupéré le 6 septembre 1931 lors de sa victoire sur le tenant du titre.
Si à l'issue du temps réglementaire, les deux équipes sont à égalité, le bâton de Nasazzi reste à l'équipe qui le détenait au début du match,. Contrairement aux règles du championnat du monde de football non officiel, le résultat à l'issue d'éventuelles prolongations, but en or, but en argent, séances de tirs au but ou tirage au sort n'est pas pris en compte.

## Équipes détentrices
Source de la liste de la Rec.Sport.Soccer Statistics Foundation.
| Date                    | Compétition                 | Précédent détenteur | Score | Nouveau détenteur  | Temps gardé |
| ----------------------- | --------------------------- | ------------------- | ----- | ------------------ | ----------- |
| 30 juillet 1930(Finale) | Finale de la Coupe du monde | -                   | -     | Uruguay (1)        | 403 jours   |
| 6 septembre 1931        | Copa Rio Branco             | Uruguay             | 0-2   | Brésil (1)         | 994 jours   |
| 27 mai 1934             | Coupe du monde              | Brésil              | 1-3   | Espagne (1)        | 5 jours     |
| 1er juin 1934           | Coupe du monde              | Espagne             | 0-1   | Italie (1)         | 166 jours   |
| 14 novembre 1934        | Amical                      | Italie              | 2-3   | Angleterre (1)     | 143 jours   |
| 6 avril 1935            | British Home Championship   | Angleterre          | 0-2   | Écosse (1)         | 606 jours   |
| 2 décembre 1936         | British Home Championship   | Écosse              | 1-2   | Pays de Galles (1) | 350 jours   |
| 17 novembre 1937        | British Home Championship   | Pays de Galles      | 1-2   | Angleterre (2)     | 143 jours   |
| 9 avril 1938            | British Home Championship   | Angleterre          | 0-1   | Écosse (2)         | 371 jours   |
| 15 avril 1939           | British Home Championship   | Écosse              | 1-2   | Angleterre (3)     | 33 jours    |
| 18 mai 1939             | Amical                      | Angleterre          | 1-2   | Yougoslavie (1)    | 17 jours    |
| 4 juin 1939             | Amical                      | Yougoslavie         | 1-2   | Italie (2)         | 161 jours   |
| 12 novembre 1939        | Amical                      | Italie              | 1-3   | Suisse (1)         | 140 jours   |

| Date              | Compétition               | Précédent détenteur | Score | Nouveau détenteur | Temps gardé |
| ----------------- | ------------------------- | ------------------- | ----- | ----------------- | ----------- |
| 31 mars 1940      | Amical                    | Suisse              | 0-3   | Hongrie (1)       | 371 jours   |
| 6 avril 1941      | Amical                    | Hongrie             | 0-7   | Allemagne (1)     | 14 jours    |
| 20 avril 1941     | Amical                    | Allemagne           | 1-2   | Suisse (2)        | 210 jours   |
| 16 novembre 1941  | Amical                    | Suisse              | 1-2   | Hongrie (2)       | 168 jours   |
| 3 mai 1942        | Amical                    | Hongrie             | 3-5   | Allemagne (2)     | 140 jours   |
| 20 septembre 1942 | Amical                    | Allemagne           | 2-3   | Suède (1)         | 56 jours    |
| 15 novembre 1942  | Amical                    | Suède               | 1-3   | Suisse (3)        | 182 jours   |
| 16 mai 1943       | Amical                    | Suisse              | 1-3   | Hongrie (3)       | 175 jours   |
| 7 novembre 1943   | Amical                    | Hongrie             | 2-7   | Suède (2)         | 749 jours   |
| 25 novembre 1945  | Amical                    | Suède               | 0-3   | Suisse (4)        | 224 jours   |
| 7 juillet 1946    | Amical                    | Suisse              | 2-7   | Suède (3)         | 500 jours   |
| 19 novembre 1947  | Amical                    | Suède               | 2-4   | Angleterre (4)    | 507 jours   |
| 9 avril 1949      | British Home Championship | Angleterre          | 1-3   | Écosse (3)        | 371 jours   |

| Date              | Compétition               | Précédent détenteur | Score | Nouveau détenteur | Temps gardé |
| ----------------- | ------------------------- | ------------------- | ----- | ----------------- | ----------- |
| 15 avril 1950     | British Home Championship | Écosse              | 0-1   | Angleterre (5)    | 75 jours    |
| 29 juin 1950      | Coupe du monde            | Angleterre          | 0-1   | États-Unis (1)    | 3 jours     |
| 2 juillet 1950    | Coupe du monde            | États-Unis          | 2-5   | Chili (1)         | 658 jours   |
| 20 avril 1952     | Championnat panaméricain  | Chili               | 0-3   | Brésil (2)        | 333 jours   |
| 19 mars 1953      | Copa America              | Brésil              | 0-1   | Pérou (1)         | 9 jours     |
| 28 mars 1953      | Copa America              | Pérou               | 0-3   | Uruguay (2)       | 378 jours   |
| 10 avril 1954     | Amical                    | Uruguay             | 1-4   | Paraguay (1)      | 326 jours   |
| 2 mars 1955       | Copa America              | Paraguay            | 3-5   | Argentine (1)     | 340 jours   |
| 5 février 1956    | Copa America              | Argentine           | 0-1   | Brésil (3)        | 80 jours    |
| 25 avril 1956     | Amical                    | Brésil              | 0-3   | Italie (3)        | 60 jours    |
| 24 juin 1956      | Amical                    | Italie              | 0-1   | Argentine (2)     | 286 jours   |
| 6 avril 1957      | Copa America              | Argentine           | 1-2   | Pérou (2)         | 3 jours     |
| 9 avril 1957      | Amical                    | Pérou               | 1-4   | Argentine (3)     | 92 jours    |
| 10 juillet 1957   | Copa Roca                 | Argentine           | 0-2   | Brésil (4)        | 67 jours    |
| 15 septembre 1957 | Coupe Bernardo O'Higgins  | Brésil              | 0-1   | Chili (2)         | 3 jours     |
| 18 septembre 1957 | Coupe Bernardo O'Higgins  | Chili               | 0-1   | Brésil (5)        | 815 jours   |
| 12 décembre 1959  | Copa America              | Brésil              | 0-3   | Uruguay (3)       | 249 jours   |

| Date             | Compétition                           | Précédent détenteur    | Score | Nouveau détenteur          | Temps gardé |
| ---------------- | ------------------------------------- | ---------------------- | ----- | -------------------------- | ----------- |
| 17 août 1960     | Copa del Atlántico                    | Uruguay                | 0-4   | Argentine (4)              | 298 jours   |
| 11 juin 1961     | Amical                                | Argentine              | 0-2   | Espagne (2)                | 354 jours   |
| 31 mai 1962      | Coupe du monde                        | Espagne                | 0-1   | Tchécoslovaquie (1)        | 7 jours     |
| 7 juin 1962      | Coupe du monde                        | Tchécoslovaquie        | 1-3   | Mexique (1)                | 290 jours   |
| 24 mars 1963     | Coupe des nations de la CONCACAF      | Mexique                | 1-2   | Antilles néerlandaises (1) | 4 jours     |
| 28 mars 1963     | Coupe des nations de la CONCACAF      | Antilles néerlandaises | 0-1   | Costa Rica (1)             | 160 jours   |
| 4 septembre 1963 | Amical                                | Costa Rica             | 0-1   | Colombie (1)               | 685 jours   |
| 20 juillet 1965  | Éliminatoires de la Coupe du monde    | Colombie               | 0-1   | Équateur (1)               | 33 jours    |
| 22 août 1965     | Éliminatoires de la Coupe du monde    | Équateur               | 1-3   | Chili (3)                  | 185 jours   |
| 23 février 1966  | Amical                                | Chili                  | 0-2   | Union soviétique (1)       | 152 jours   |
| 25 juillet 1966  | Coupe du monde                        | Union soviétique       | 1-2   | Allemagne de l'Ouest (1)   | 282 jours   |
| 3 mai 1967       | Éliminatoires du Championnat d'Europe | Allemagne de l'Ouest   | 0-1   | Yougoslavie (2)            | 157 jours   |
| 7 octobre 1967   | Éliminatoires du Championnat d'Europe | Yougoslavie            | 1-3   | Allemagne de l'Ouest (2)   | 46 jours    |
| 22 novembre 1967 | Amical                                | Allemagne de l'Ouest   | 0-1   | Roumanie (1)               | 14 jours    |
| 6 décembre 1967  | Éliminatoires jeux olympiques         | Roumanie               | 0-1   | Allemagne de l'Est (1)     | 564 jours   |
| 22 juin 1969     | Amical                                | Allemagne de l'Est     | 0-1   | Chili (4)                  | 49 jours    |
| 10 août 1969     | Éliminatoires de la Coupe du monde    | Chili                  | 0-2   | Uruguay (4)                | 241 jours   |

| Date             | Compétition                           | Précédent détenteur  | Score | Nouveau détenteur        | Temps gardé |
| ---------------- | ------------------------------------- | -------------------- | ----- | ------------------------ | ----------- |
| 8 avril 1970     | Amical                                | Uruguay              | 1-2   | Argentine (5)            | 7 jours     |
| 15 avril 1970    | Amical                                | Argentine            | 0-1   | Uruguay (5)              | 3 jours     |
| 18 avril 1970    | Amical                                | Uruguay              | 2-4   | Pérou (3)                | 53 jours    |
| 10 juin 1970     | Coupe du monde                        | Pérou                | 1-3   | Allemagne de l'Ouest (3) | 161 jours   |
| 18 novembre 1970 | Amical                                | Allemagne de l'Ouest | 0-2   | Yougoslavie (3)          | 154 jours   |
| 21 avril 1971    | Amical                                | Yougoslavie          | 0-1   | Roumanie (2)             | 25 jours    |
| 16 mai 1971      | Éliminatoires du Championnat d'Europe | Roumanie             | 0-1   | Tchécoslovaquie (2)      | 59 jours    |
| 14 juillet 1971  | Amical                                | Tchécoslovaquie      | 0-1   | Brésil (6)               | 696 jours   |
| 9 juin 1973      | Amical                                | Brésil               | 0-2   | Italie (4)               | 379 jours   |
| 23 juin 1974     | Coupe du monde                        | Italie               | 1-2   | Pologne (1)              | 10 jours    |
| 3 juillet 1974   | Coupe du monde                        | Pologne              | 0-1   | Allemagne de l'Ouest (4) | 252 jours   |
| 12 mars 1975     | Amical                                | Allemagne de l'Ouest | 0-2   | Angleterre (6)           | 232 jours   |
| 30 octobre 1975  | Éliminatoires du Championnat d'Europe | Angleterre           | 1-2   | Tchécoslovaquie (3)      | 384 jours   |
| 17 novembre 1976 | Amical                                | Tchécoslovaquie      | 0-2   | Allemagne de l'Ouest (5) | 98 jours    |
| 23 février 1977  | Amical                                | Allemagne de l'Ouest | 0-1   | France (1)               | 35 jours    |
| 30 mars 1977     | Éliminatoires de la Coupe du monde    | France               | 0-1   | République d'Irlande (1) | 63 jours    |
| 1er juin 1977    | Éliminatoires de la Coupe du monde    | République d'Irlande | 0-2   | Bulgarie (1)             | 168 jours   |
| 16 novembre 1977 | Éliminatoires de la Coupe du monde    | Bulgarie             | 1-3   | France (2)               | 198 jours   |
| 2 juin 1978      | Coupe du monde                        | France               | 1-2   | Italie (5)               | 19 jours    |
| 21 juin 1978     | Coupe du monde                        | Italie               | 1-2   | Pays-Bas (1)             | 182 jours   |
| 20 décembre 1978 | Amical                                | Pays-Bas             | 1-3   | Allemagne de l'Ouest (6) | 743 jours   |

| Date              | Compétition                           | Précédent détenteur  | Score | Nouveau détenteur        | Temps gardé |
| ----------------- | ------------------------------------- | -------------------- | ----- | ------------------------ | ----------- |
| 1er janvier 1981  | Mundialito                            | Allemagne de l'Ouest | 1-2   | Argentine (6)            | 300 jours   |
| 28 octobre 1981   | Amical                                | Argentine            | 1-2   | Pologne (2)              | 21 jours    |
| 18 novembre 1981  | Amical                                | Pologne              | 2-3   | Espagne (3)              | 219 jours   |
| 25 juin 1982      | Coupe du monde                        | Espagne              | 0-1   | Irlande du Nord (1)      | 9 jours     |
| 4 juillet 1982    | Coupe du monde                        | Irlande du Nord      | 1-4   | France (3)               | 6 jours     |
| 10 juillet 1982   | Coupe du monde                        | France               | 2-3   | Pologne (3)              | 92 jours    |
| 10 octobre 1982   | Éliminatoires du Championnat d'Europe | Pologne              | 1-2   | Portugal (1)             | 129 jours   |
| 16 février 1983   | Amical                                | Portugal             | 0-3   | France (4)               | 203 jours   |
| 7 septembre 1983  | Amical                                | France               | 1-3   | Danemark (1)             | 49 jours    |
| 26 octobre 1983   | Éliminatoires du Championnat d'Europe | Danemark             | 0-1   | Hongrie (4)              | 157 jours   |
| 31 mars 1984      | Amical                                | Hongrie              | 1-2   | Yougoslavie (4)          | 74 jours    |
| 13 juin 1984      | Championnat d'Europe                  | Yougoslavie          | 0-2   | Belgique (1)             | 3 jours     |
| 16 juin 1984      | Championnat d'Europe                  | Belgique             | 0-5   | France (5)               | 320 jours   |
| 2 mai 1985        | Éliminatoires de la Coupe du monde    | France               | 0-2   | Bulgarie (3)             | 125 jours   |
| 4 septembre 1985  | Amical                                | Bulgarie             | 0-1   | Pays-Bas (2)             | 42 jours    |
| 16 octobre 1985   | Éliminatoires de la Coupe du monde    | Pays-Bas             | 0-1   | Belgique (2)             | 35 jours    |
| 20 novembre 1985  | Éliminatoires de la Coupe du monde    | Belgique             | 1-2   | Pays-Bas (3)             | 175 jours   |
| 14 mai 1986       | Amical                                | Pays-Bas             | 1-3   | Allemagne de l'Ouest (7) | 30 jours    |
| 13 juin 1986      | Coupe du monde                        | Allemagne de l'Ouest | 0-2   | Danemark (2)             | 5 jours     |
| 18 juin 1986      | Coupe du monde                        | Danemark             | 1-5   | Espagne (4)              | 245 jours   |
| 18 février 1987   | Amical                                | Espagne              | 2-4   | Angleterre (7)           | 203 jours   |
| 9 septembre 1987  | Amical                                | Angleterre           | 1-3   | Allemagne de l'Ouest (8) | 98 jours    |
| 16 décembre 1987  | Amical                                | Allemagne de l'Ouest | 0-1   | Argentine (7)            | 106 jours   |
| 31 mars 1988      | Tournoi des quatre nations            | Argentine            | 2-4   | Union soviétique (2)     | 3 jours     |
| 2 avril 1988      | Tournoi des quatre nations            | Union soviétique     | 0-2   | Suède (4)                | 151 jours   |
| 31 août 1988      | Amical                                | Suède                | 1-2   | Danemark (3)             | 14 jours    |
| 14 septembre 1988 | Amical                                | Danemark             | 0-1   | Angleterre (8)           | 615 jours   |

| Date               | Compétition                           | Précédent détenteur  | Score | Nouveau détenteur        | Temps gardé |
| ------------------ | ------------------------------------- | -------------------- | ----- | ------------------------ | ----------- |
| 22 mai 1990        | Amical                                | Angleterre           | 1-2   | Uruguay (6)              | 26 jours    |
| 17 juin 1990       | Coupe du monde                        | Uruguay              | 1-3   | Belgique (3)             | 4 jours     |
| 21 juin 1990       | Coupe du monde                        | Belgique             | 1-2   | Espagne (5)              | 146 jours   |
| 14 novembre 1990   | Éliminatoires du Championnat d'Europe | Espagne              | 2-3   | Tchécoslovaquie (4)      | 294 jours   |
| 4 septembre 1991   | Éliminatoires du Championnat d'Europe | Tchécoslovaquie      | 1-2   | France (6)               | 168 jours   |
| 19 février 1992    | Amical                                | France               | 0-2   | Angleterre (9)           | 119 jours   |
| 17 juin 1992       | Championnat d'Europe                  | Angleterre           | 1-2   | Suède (5)                | 4 jours     |
| 21 juin 1992       | Championnat d'Europe                  | Suède                | 2-3   | Allemagne (3)            | 5 jours     |
| 26 juin 1992       | Championnat d'Europe                  | Allemagne            | 0-2   | Danemark (4)             | 75 jours    |
| 9 septembre 1992   | Amical                                | Danemark             | 1-2   | Allemagne (4)            | 98 jours    |
| 16 décembre 1992   | Amical                                | Allemagne            | 1-3   | Brésil (7)               | 187 jours   |
| 21 juin 1993       | Copa America                          | Brésil               | 2-3   | Chili (5)                | 3 jours     |
| 24 juin 1993       | Copa America                          | Chili                | 0-1   | Pérou (4)                | 3 jours     |
| 27 juin 1993       | Copa America                          | Pérou                | 2-4   | Mexique (2)              | 7 jours     |
| 4 juillet 1993     | Copa America                          | Mexique              | 1-2   | Argentine (8)            | 42 jours    |
| 15 août 1993       | Éliminatoires de la Coupe du monde    | Argentine            | 1-2   | Colombie (2)             | 235 jours   |
| 7 avril 1994       | Amical                                | Colombie             | 0-1   | Bolivie (1)              | 13 jours    |
| 20 avril 1994      | Amical                                | Bolivie              | 0-3   | Roumanie (3)             | 63 jours    |
| 22 juin 1994       | Coupe du monde                        | Roumanie             | 1-4   | Suisse (5)               | 4 jours     |
| 26 juin 1994       | Coupe du monde                        | Suisse               | 0-2   | Colombie (3)             | 382 jours   |
| 13 juillet 1995    | Copa America                          | Colombie             | 0-3   | Brésil (8)               | 192 jours   |
| 21 janvier 1996    | Gold Cup                              | Brésil               | 0-2   | Mexique (3)              | 17 jours    |
| 7 février 1996     | Amical                                | Mexique              | 1-2   | Chili (6)                | 207 jours   |
| 1er septembre 1996 | Éliminatoires de la Coupe du monde    | Chili                | 1-4   | Colombie (4)             | 164 jours   |
| 12 février 1997    | Éliminatoires de la Coupe du monde    | Colombie             | 0-1   | Argentine (9)            | 49 jours    |
| 2 avril 1997       | Éliminatoires de la Coupe du monde    | Argentine            | 1-2   | Bolivie (2)              | 88 jours    |
| 29 juin 1997       | Copa America                          | Bolivie              | 1-3   | Brésil (9)               | 226 jours   |
| 10 février 1998    | Gold Cup                              | Brésil               | 0-1   | États-Unis (2)           | 5 jours     |
| 15 février 1998    | Gold Cup                              | États-Unis           | 0-1   | Mexique (4)              | 9 jours     |
| 24 février 1998    | Amical                                | Mexique              | 2-3   | Pays-Bas (4)             | 137 jours   |
| 11 juillet 1998    | Coupe du monde                        | Pays-Bas             | 1-2   | Croatie (1)              | 56 jours    |
| 5 septembre 1998   | Éliminatoires du Championnat d'Europe | Croatie              | 0-2   | République d'Irlande (2) | 74 jours    |
| 18 novembre 1998   | Éliminatoires du Championnat d'Europe | République d'Irlande | 0-1   | RF Yougoslavie (5)       | 35 jours    |
| 23 décembre 1998   | Amical                                | RF Yougoslavie       | 0-2   | Israël (1)               | 28 jours    |
| 20 janvier 1999    | Amical                                | Israël               | 0-1   | Norvège (1)              | 298 jours   |
| 14 novembre 1999   | Amical                                | Norvège              | 0-1   | Allemagne (5)            | 101 jours   |

| Date               | Compétition                                     | Précédent détenteur  | Score | Nouveau détenteur        | Temps gardé              |
| ------------------ | ----------------------------------------------- | -------------------- | ----- | ------------------------ | ------------------------ |
| 23 février 2000    | Amical                                          | Allemagne            | 1-2   | Pays-Bas (5)             | 231 jours                |
| 11 octobre 2000    | Éliminatoires de la Coupe du monde              | Pays-Bas             | 0-2   | Portugal (2)             | 196 jours                |
| 25 avril 2001      | Amical                                          | Portugal             | 0-4   | France (7)               | 37 jours                 |
| 1er juin 2001      | Coupe des confédérations                        | France               | 0-1   | Australie (1)            | 2 jours (record min)     |
| 3 juin 2001        | Coupe des confédérations                        | Australie            | 0-1   | Corée du Sud (1)         | 73 jours                 |
| 15 août 2001       | Amical                                          | Corée du Sud         | 0-5   | Tchéquie (1)             | 17 jours                 |
| 1er septembre 2001 | Éliminatoires de la Coupe du monde              | Tchéquie             | 1-3   | Islande (1)              | 4 jours                  |
| 5 septembre 2001   | Éliminatoires de la Coupe du monde              | Islande              | 0-3   | Irlande du Nord (2)      | 161 jours                |
| 13 février 2002    | Amical                                          | Irlande du Nord      | 1-4   | Pologne (4)              | 42 jours                 |
| 27 mars 2002       | Amical                                          | Pologne              | 0-2   | Japon (1)                | 48 jours                 |
| 14 mai 2002        | Amical                                          | Japon                | 0-3   | Norvège (2)              | 99 jours                 |
| 21 août 2002       | Amical                                          | Norvège              | 0-1   | Pays-Bas (6)             | 385 jours                |
| 10 septembre 2003  | Éliminatoires du Championnat d'Europe           | Pays-Bas             | 1-3   | Tchéquie (2)             | 203 jours                |
| 31 mars 2004       | Amical                                          | Tchéquie             | 1-2   | République d'Irlande (3) | 59 jours                 |
| 29 mai 2004        | Unity Cup                                       | République d'Irlande | 0-3   | Nigeria (1)              | 22 jours                 |
| 20 juin 2004       | Éliminatoires de la Coupe d'Afrique des nations | Nigeria              | 0-1   | Angola (1)               | 280 jours                |
| 27 mars 2005       | Éliminatoires de la Coupe d'Afrique des nations | Angola               | 0-2   | Zimbabwe (1)             | 195 jours                |
| 8 octobre 2005     | Éliminatoires de la Coupe d'Afrique des nations | Zimbabwe             | 1-5   | Nigeria (2)              | 39 jours                 |
| 16 novembre 2005   | Amical                                          | Nigeria              | 0-3   | Roumanie (4)             | 188 jours                |
| 23 mai 2006        | Amical                                          | Roumanie             | 0-2   | Uruguay (7)              | 127 jours                |
| 27 septembre 2006  | Amical                                          | Uruguay              | 0-1   | Venezuela (1)            | 21 jours                 |
| 18 octobre 2006    | Amical                                          | Venezuela            | 0-4   | Uruguay (8)              | 28 jours                 |
| 15 novembre 2006   | Amical                                          | Uruguay              | 0-2   | Géorgie (1)              | 129 jours                |
| 24 mars 2007       | Éliminatoires du Championnat d'Europe           | Géorgie              | 1-2   | Écosse (4)               | 4 jours                  |
| 28 mars 2007       | Éliminatoires du Championnat d'Europe           | Écosse               | 0-2   | Italie (6)               | 147 jours                |
| 22 août 2007       | Amical                                          | Italie               | 1-3   | Hongrie (5)              | 21 jours                 |
| 12 septembre 2007  | Éliminatoires du Championnat d'Europe           | Hongrie              | 0-3   | Turquie (1)              | 35 jours                 |
| 17 octobre 2007    | Éliminatoires du Championnat d'Europe           | Turquie              | 0-1   | Grèce (1)                | 220 jours                |
| 24 mai 2008        | Amical                                          | Grèce                | 2-3   | Hongrie (6)              | 109 jours                |
| 10 septembre 2008  | Éliminatoires de la Coupe du monde              | Hongrie              | 1-2   | Suède (6)                | 70 jours                 |
| 19 novembre 2008   | Amical                                          | Suède                | 1-3   | Pays-Bas (7)             | 1 056 jours (record max) |

| Date             | Compétition                           | Précédent détenteur | Score | Nouveau détenteur     | Temps gardé |
| ---------------- | ------------------------------------- | ------------------- | ----- | --------------------- | ----------- |
| 11 octobre 2011  | Éliminatoires du Championnat d'Europe | Pays-Bas            | 2-3   | Suède (7)             | 31 jours    |
| 11 novembre 2011 | Amical                                | Suède               | 0-2   | Danemark (5)          | 110 jours   |
| 29 février 2012  | Amical                                | Danemark            | 0-2   | Russie (1)            | 108 jours   |
| 16 juin 2012     | Championnat d'Europe                  | Russie              | 0-1   | Grèce (2)             | 6 jours     |
| 22 juin 2012     | Championnat d'Europe                  | Grèce               | 2-4   | Allemagne (6)         | 6 jours     |
| 28 juin 2012     | Championnat d'Europe                  | Allemagne           | 1-2   | Italie (7)            | 3 jours     |
| 1er juillet 2012 | Finale du Championnat d'Europe        | Italie              | 0-4   | Espagne (6)           | 364 jours   |
| 30 juin 2013     | Finale de la Coupe des confédérations | Espagne             | 0-3   | Brésil (10)           | 45 jours    |
| 14 août 2013     | Amical                                | Brésil              | 0-1   | Suisse (6)            | 93 jours    |
| 15 novembre 2013 | Amical                                | Suisse              | 1-2   | Corée du Sud (2)      | 4 jours     |
| 19 novembre 2013 | Amical                                | Corée du Sud        | 1-2   | Russie (2)            | 215 jours   |
| 22 juin 2014     | Coupe du monde                        | Russie              | 0-1   | Belgique (4)          | 13 jours    |
| 5 juillet 2014   | Coupe du monde                        | Belgique            | 0-1   | Argentine (10)        | 98 jours    |
| 11 octobre 2014  | Superclásico de las Américas          | Argentine           | 0-2   | Brésil (11)           | 250 jours   |
| 18 juin 2015     | Copa America                          | Brésil              | 0-1   | Colombie (5)          | 118 jours   |
| 14 octobre 2015  | Éliminatoires de la Coupe du monde    | Colombie            | 0-3   | Uruguay (9)           | 29 jours    |
| 12 novembre 2015 | Éliminatoires de la Coupe du monde    | Uruguay             | 1-2   | Équateur (2)          | 138 jours   |
| 29 mars 2016     | Éliminatoires de la Coupe du monde    | Équateur            | 1-3   | Colombie (6)          | 75 jours    |
| 12 juin 2016     | Copa América Centenario               | Colombie            | 2-3   | Costa Rica (2)        | 224 jours   |
| 22 janvier 2017  | Copa Centroamericana                  | Costa Rica          | 0-1   | Panama (1)            | 62 jours    |
| 25 mars 2017     | Éliminatoires de la Coupe du monde    | Panama              | 0-1   | Trinité-et-Tobago (1) | 4 jours     |
| 29 mars 2017     | Éliminatoires de la Coupe du monde    | Trinité-et-Tobago   | 0-1   | Mexique (5)           | 60 jours    |
| 28 mai 2017      | Amical                                | Mexique             | 1-2   | Croatie (2)           | 14 jours    |
| 11 juin 2017     | Éliminatoires de la Coupe du monde    | Croatie             | 0-1   | Islande (2)           | 83 jours    |
| 2 septembre 2017 | Éliminatoires de la Coupe du monde    | Islande             | 0-1   | Finlande (1)          | 275 jours   |
| 5 juin 2018      | Amical                                | Finlande            | 0-2   | Roumanie (5)          | 291 jours   |
| 23 mars 2019     | Éliminatoires du Championnat d'Europe | Roumanie            | 1-2   | Suède (8)             | 79 jours    |
| 10 juin 2019     | Éliminatoires du Championnat d'Europe | Suède               | 0-3   | Espagne (7)           | 491 jours   |